# Municipio de Baker (condado de Gove)
El municipio de Baker (en inglés: Baker Township) es un municipio ubicado en el condado de Gove en el estado estadounidense de Kansas. En el año 2010 tenía una población de 1291 habitantes y una densidad poblacional de 3,98 personas por km².

## Geografía
El municipio de Baker se encuentra ubicado en las coordenadas 39°0′33″N 100°12′51″O / 39.00917, -100.21417. Según la Oficina del Censo de los Estados Unidos, el municipio tiene una superficie total de 324.03 km², de la cual 324,03 km² corresponden a tierra firme y (0 %) 0.01 km² es agua.

## Demografía
Según el censo de 2010, había 1291 personas residiendo en el municipio de Baker. La densidad de población era de 3,98 hab./km². De los 1291 habitantes, el municipio de Baker estaba compuesto por el 97,75 % blancos, el 0,31 % eran afroamericanos, el 0,77 % eran asiáticos, el 0,08 % eran isleños del Pacífico, el 0,23 % eran de otras razas y el 0,85 % eran de una mezcla de razas. Del total de la población el 2,17 % eran hispanos o latinos de cualquier raza.